# Юпп Гайнкес
Юпп (Йо́зеф) Га́йнкес (нім. Josef «Jupp» Heynckes) — німецький футбольний тренер; колишній футболіст, що грав на позиції нападника.
Грав за «Боруссію» з Менхенгладбаха і «Ганновер 96». Як гравець ставав чемпіоном світу і Європи у складі збірної Західної Німеччини, досяг великих успіхів у складі «Боруссії», зокрема став 4-кратним чемпіоном Німеччини і виграв Кубок УЄФА. Тренував велику кількість команд. Найбільших успіхів як тренер досягнув з такими клубами, як «Реал Мадрид» та «Баварія», з якими здобував перемогу у Лізі Чемпіонів у сезонах 1997/98 та 2012/13 відповідно.

## Ігрова кар'єра

### Клубна
На клубному рівні Гайнкес виступав за «Боруссію» з Менхенгладбаха і «Ганновер 96». Він був швидким і майстерним форвардом. Його партнерами по «Боруссії» були такі гравці, як Гюнтер Нетцер, Герберт Віммер, Аллан Сімонсен, Берті Фогтс, Вольфганг Клефф та інші, тренували команду спочатку Геннес Вайсвайлер і Удо Латтек. Період, що настав для «Боруссії» після повернення Гайнкеса з «Ганновера», є найкращим в історії команди за кількістю виграних трофеїв, він отримав назву «золоте десятиліття». Багато гравців команди викликалися до збірної Західної Німеччини, що стала тоді на деякий час найсильнішою в світовому футболі і виграла ЧЄ-1972 та ЧС-1974. Гайнкес був одним з провідних гравців команди, забивши понад 230 м'ячів за неї у всіх турнірах.
У складі «Боруссії» Гайнкес 4 рази вигравав чемпіонат Німеччини, перемагав в Кубку УЄФА та кубку Німеччини. Двічі поспіль він ставав найкращим бомбардиром Бундесліги. У фіналі Кубка УЄФА 1974/75 він зробив хет-трик у матчі проти «Твенте», його клуб переміг нідерландців 5:1. За два роки до того він зробив дубль у матчі фінальної двоматчевої серії Кубка УЄФА проти «Ліверпуля», але це не допомогло його команді, що поступилася за сумою 2 матчів великій команді «червоних» під керівництвом Білла Шенклі, на дубль Гайнкеса відповів дублем Кевін Кіган. У фіналі КЄЧ 1976-77 «Боруссія» знову поступилася мерсісайдцям, яких до того моменту тренував вже інший тренер, Боб Пейслі. Обидва рази «Боруссії» протистояли такі гравці, як Томмі Сміт, Рей Клеменс, Кевін Кіган, Стів Гайвей та інші. З усім тим, завдяки відмові «Ліверпуля», саме німецький клуб отримав право зіграти в Міжконтинентальному кубку 1977 року проти «Бока Хуніорс», найсильнішої команди Південної Америки тих років; втім, у тих двох іграх Гайнкес, кар'єра якого на той час підходила до кінця, на поле не вийшов; «Боруссія» тоді поступилася за сумою двох матчів.
Останнім сезоном Гайнкеса як гравця став сезон 1977-1978, в якому його команда лише за додатковими показниками поступилася чемпіонством «Кельну». Взагалі ж основним конкурентом «Боруссії» у часи Гайнкеса на внутрішній арені була мюнхенська «Баварія», ще один клуб, який дав велике число гравців збірної Німеччини тих років, клуб, в якому виблискували Франц Беккенбауер, Пауль Брайтнер, Герд Мюллер, Зепп Маєр та багато інших; на клубному рівні всі вони, природно, багато разів грали проти Гайнкеса і його команди, в збірній же були його партнерами і разом виграли чимало матчів; також цікаво, що Удо Латтек, який прийняв «Боруссію» після відходу Вайсвайлера, до того тренував саме «Баварію», її принципового суперника в ті роки.
Гайнкес займає 3-е місце за кількістю голів за всю історію Бундесліги з 220 м'ячами, поступаючись Герду Мюллеру (365 голів) і Клаусу Фішеру (268 голів).

### У збірній
За збірну ФРН зіграв 39 матчів, забив 14 голів. Зіграв обидва матчі фінальної частини ЧЄ-1972, що став переможним для німців. На переможному ЧС-1974 зіграв 2 матчі з семи, обидва на першому груповому етапі. Голів на обох цих турнірах не забивав. Взагалі за дев'ять років ігор за збірну з'являвся на полі регулярно, був однією з важливих частин команди Гельмута Шена.

## Тренерська кар'єра
Через рік після завершення ігрової кар'єри Гайнкес став тренером. Він 8 років тренував «Боруссію», змінивши на посту Удо Латтека. Найкращі роки команди на той час залишилися позаду, гравці того переможного складу, в якому виблискував і він сам, поступово пішли, і команда під його керівництвом змогла двічі стати третьою в Бундеслізі і дійти до фіналу кубка, але конкуренції з «Баварією» та іншими лідерами німецького футболу тих років скласти не змогла. 1987 року Гайнкес став тренером «Баварії», того самого клубу, який в часи, коли Юпп був гравцем, був основним конкурентом «Боруссії». Під його керівництвом за мюнхенців виступали такі гравці, як Штефан Еффенберг, Лотар Маттеус, Клаус Аугенталер (цікаво, що він за 10 років до того грав проти форварда Гайнкеса), Роланд Вольфарт та інші; Гайнкес привів «Баварію» до двох чемпіонських титулів в Бундеслізі.
Потім без особливого успіху два сезони відпрацював в Іспанії в клубі «Атлетік». У сезоні 1994-95 тренував середняка Бундесліги «Айнтрахт» (Франкфурт). Потім працював з іспанським «Тенерифе», домігшись виходу в півфінал Кубку УЄФА 1996-97, по ходу турніру середняк несподівано вибив «Феєнорд» і «Лаціо», в 1/2 фіналу клуб Гйнкеса поступився «Шальке 04» лише в додатковий час. Після того, як Гайнкес таким чином підтвердив свій високий клас як тренера, його запросили у «Реал Мадрид». Під керівництвом Гайнкеса мадридці перемогли в Лізі чемпіонів УЄФА 1997-98, у фіналі був переграний «Ювентус». Титул, виграний мадридцями під керівництвом Гайнкеса, став першим для них за 32 роки. У керівництва «Реала» все ж були певні претензії до роботи німецького фахівця, 4-е місце в чемпіонаті у тому сезоні було розцінено як провал, і, попри перемогу в Лізі чемпіонів, Гайнкес покинув свій пост після закінчення сезону.
Надалі кар'єра Гайнкеса пішла на спад. Один сезон відпрацював в «Бенфіці», ставши третім у першості Португалії, потім не надто успішно і недовго тренував «Атлетік Більбао» і «Шальке 04». У травні 2006 року очолив «Боруссію», але вже 31 січня 2007 року подав у відставку через провальні результати, а команда за підсумками сезону посіла передостаннє місце і вилетіла з Бундесліги. 27 квітня 2009 року очолив як тимчасовий тренер «Баварії» після звільнення Юргена Клінсманна. Перед ним стояло завдання виграти Бундеслігу, але в підсумку команда поступилася двома очками «Вольфсбургу», ставши другими. Відпрацювавши близько місяця, він покинув свій пост після закінчення сезону. 5 червня 2009 Юпп Гайнкес підписав контракт з леверкузенським «Баєром 04».
По закінченню сезону 2010-11 Гайнкес покинув «Байєр 04» і був призначений головним тренером мюнхенської «Баварії».

## Досягнення

### Гравець
Клубні
- Чемпіон Німеччини: 1970-71, 1974-75, 1975-76, 1976-77
- Віцечемпіон Німеччини: 1973–74, 1977—78

- Володар кубка Німеччини: 1972-73
- Володар Кубка УЄФА: 1974-75
- Фіналіст Кубка УЄФА: 1972–73
- Фіналіст Кубка європейських чемпіонів: 1976–77

Збірна
- Чемпіон світу: 1974
- Чемпіон Європи: 1972

### Тренер
«Баварія»
- Чемпіон Німеччини: 1988-89, 1989-90, 2012-13, 2017–18
- Володар Суперкубка Німеччини: 1987, 1990, 2012
- Переможець Ліги чемпіонів: 2012-13

«Реал Мадрид»
- Переможець Ліги чемпіонів: 1997-98
- Володар Суперкубка Іспанії: 1997

«Шальке 04»
- Володар Кубка Інтертото: 2003, 2004

Особисті
- Тренер року ФІФА: 2013
- Найкращий тренер в історії футболу — 25 місце (France Football)[1]

## Статистика
Статистика клубних виступів:
| Сезон                | Команда                    | Чемпіонат            | Чемпіонат | Чемпіонат | Кубок | Кубок | Єврокубки | Єврокубки | Єврокубки | Всього | Всього |
| Сезон                | Команда                    | Ліга                 | Ігри      | Голи      | Ігри  | Голи  |           | Ігри      | Голи      | Ігри   | Голи   |
| -------------------- | -------------------------- | -------------------- | --------- | --------- | ----- | ----- | --------- | --------- | --------- | ------ | ------ |
| 1964–65              | «Боруссія» (Менхенгладбах) | Д-2 ФТ               | 25 6      | 23 6      | 0     | 0     |           | —         | —         | 31     | 29     |
| 1965–66              | «Боруссія» (Менхенгладбах) | Д-1                  | 27        | 12        | 2     | 0     |           | —         | —         | 29     | 12     |
| 1966–67              | «Боруссія» (Менхенгладбах) | Д-1                  | 30        | 15        | 1     | 0     |           | —         | —         | 31     | 15     |
| 1967–68              | «Ганновер 96»              | Д-1                  | 29        | 10        | 1     | 0     | КЯ        | 1         | 0         | 31     | 10     |
| 1968–69              | «Ганновер 96»              |                      | 34        | 9         | 4     | 2     | КЯ        | 6         | 5         | 44     | 16     |
| 1969–70              | «Ганновер 96»              | Д-1                  | 23        | 6         | 1     | 2     | КЯ        | 2         | 1         | 25     | 9      |
| Усього в «Ганновері» | Усього в «Ганновері»       | Усього в «Ганновері» | 86        | 25        | 6     | 4     |           | 9         | 6         | 101    | 35     |
| 1969–70              | «Боруссія» (Менхенгладбах) | Д-1                  | —         | —         | 1     | 2     |           | —         | —         | 1      | 2      |
| 1970–71              | «Боруссія» (Менхенгладбах) | Д-1                  | 33        | 19        | 4     | 1     | КЧ        | 4         | 2         | 41     | 22     |
| 1971–72              | «Боруссія» (Менхенгладбах) | Д-1                  | 31        | 19        | 5     | 2     | КЧ        | 4         | 1         | 40     | 22     |
| 1972–73              | «Боруссія» (Менхенгладбах) | Д-1                  | 33        | 28        | 9     | 7     | КУ        | 11        | 12        | 53     | 47     |
| 1973–74              | «Боруссія» (Менхенгладбах) | Д-1                  | 33        | 30        | 3     | 2     | КК        | 7         | 8         | 43     | 40     |
| 1974–75              | «Боруссія» (Менхенгладбах) | Д-1                  | 31        | 27        | 2     | 4     | КУ        | 10        | 11        | 43     | 42     |
| 1975–76              | «Боруссія» (Менхенгладбах) | Д-1                  | 24        | 12        | 4     | 1     | КЧ        | 6         | 6         | 34     | 19     |
| 1976–77              | «Боруссія» (Менхенгладбах) | Д-1                  | 20        | 15        | 1     | 0     | КЧ        | 7         | 1         | 28     | 16     |
| 1977–78              | «Боруссія» (Менхенгладбах) | Д-1                  | 21        | 18        | 4     | 5     | КЧ        | 6         | 4         | 27     | 22     |
| Усього в «Боруссії»  | Усього в «Боруссії»        | Усього в «Боруссії»  | 314       | 224       | 37    | 23    |           | 55        | 45        | 406    | 292    |
| Загалом за кар'єру   | Загалом за кар'єру         | Загалом за кар'єру   | 400       | 249       | 43    | 27    |           | 64        | 51        | 507    | 327    |

Статистика виступів на чемпіонатах світу і Європи:
| № | Турнір  | Команда | Рахунок | Суперник  | Автори голів             |
| - | ------- | ------- | ------- | --------- | ------------------------ |
| 1 | ЧЄ-1972 | ФРН     | 2:1     | Бельгія   | Мюллер (2) — Полленіс    |
| 2 | ЧЄ-1972 | ФРН     | 3:0     | СРСР      | Мюллер (2), Віммер       |
| 3 | ЧС-1974 | ФРН     | 1:0     | Чилі      | Брайтнер                 |
| 4 | ЧС-1974 | ФРН     | 3:0     | Австралія | Оверат, Кулльман, Мюллер |

Статистика виступів у національній збірній:
| Рік    | Ігри | Голи |
| ------ | ---- | ---- |
| 1967   | 2    | 2    |
| 1969   | 1    | 0    |
| 1970   | 3    | 0    |
| 1971   | 7    | 0    |
| 1972   | 6    | 0    |
| 1973   | 6    | 3    |
| 1974   | 6    | 2    |
| 1975   | 5    | 4    |
| 1975   | 3    | 3    |
| Всього | 39   | 14   |